# Schafhof (Wassertrüdingen)
Schafhof war ein Gemeindeteil der Stadt Wassertrüdingen im Landkreis Ansbach (Mittelfranken, Bayern). In den 1980er Jahren ist der Ort zur Wüstung geworden. Schafhof lag in der Gemarkung Wassertrüdingen.

## Geographie
Die Einöde lag auf freier Flur auf einer Höhe von 455 m ü. NHN. Heute befindet sich an ihrer Stelle ein Kreisverkehr mit vier Abzweigungen. Die Staatsstraße 2221 führt nach Wassertrüdingen (1,7 km südlich) bzw. am Fallhaus und Altentrüdingen vorbei nach Unterschwaningen (3 km nördlich), die Staatsstraße 2219 führt zu einem Gewerbegebiet von Wassertrüdingen (2,2 km südwestlich), eine Gemeindeverbindungsstraße führt ebenfalls nach Wassertrüdingen (1,3 km südlich).

## Geschichte
Schafhof lag im Fraischbezirk des ansbachischen Oberamtes Wassertrüdingen. Gegen Ende des 18. Jahrhunderts gab es eine Untertansfamilie, die den Bürgermeister und Rat Wassertrüdingen als Grundherrn hatte. Von 1797 bis 1808 unterstand der Ort dem Justiz- und Kammeramt Wassertrüdingen.
Mit dem Gemeindeedikt  wurde Schafhof im Jahr 1809 dem Steuerdistrikt und der Munizipalgemeinde Wassertrüdingen zugewiesen. Der Ort wurde bis Mitte des 19. Jahrhunderts auch Baudenhart genannt.

### Einwohnerentwicklung
| Jahr      | 001818 | 001840 | 001871 | 001885 | 001900 | 001925 | 001950 | 001961 | 001970 | 001987 |
| Einwohner | 6      | 5      | 7      | 6      | 3      | 6      | 7      | 4      | *      | †      |
| Häuser    | 1      | 1      |        | 1      | 1      | 1      | 1      | 1      |        | †      |
| Quelle    | [ 8 ]  | [ 9 ]  | [ 10 ] | [ 11 ] | [ 12 ] | [ 13 ] | [ 14 ] | [ 15 ] | [ 16 ] | [ 17 ] |

## Religion
Der Ort war evangelisch-lutherisch geprägt und nach St. Nikolaus und Theobald (Altentrüdingen) gepfarrt. Die Einwohner römisch-katholischer Konfession waren nach Heilig Geist (Wassertrüdingen) gepfarrt.